# Dust: An Elysian Tail
Dust: An Elysian Tail é um vídeo game de RPG de ação desenvolvido pela desenvolvedora independente Humble Hearts.

## Gameplay
Dust vive em um mundo ficcional chamado Falana, habitado por animais antropomórficos. O jogo é
apresentado em um plano 2D side-scrolling. O jogador controla a personagem principal, Dust (com voz de Lucien Dodge), que busca lembrar-se do seu passado. Dust empunha uma espada com vida, a Blade of Ahrah (com voz de Edward Bosco), tornado-se a arma principal dele. Fidget (com voz de Kimlinh Tran), a guardiã da espada, age acompanhando Dust e consegue conjurar magias.
O jogador percorre o mundo enquanto adquire power-ups que altera permanentemente o gameplay, como habilitar salto duplo, assim permitindo explorar áreas que antes não tinha capacidade. Incorporando elementos de role-playing games, Dust ganha pontos de experiência, como ao derrotar inimigos ou cumprir quests, e ao acumular o suficiente sobe de nível, permitindo elevar um dos diversos atributos, como vida, força, defesa e magia. Personagens não jogáveis podem interagir com o jogador, vendendo/comprando itens ou introduzindo quests.

## Soundtrack
O soundtrack oficial foi lançado em 1° de outubro de 2012. Foi composta pela HyperDuck SoundWorks e contém cerca de 37 faixas, totalizando 1.79 horas e podem ser compradas no Loudr.